# 福島県道381号あぶくま洞都路線
福島県道381号あぶくま洞都路線（ふくしまけんどう381ごう あぶくまどうみやこじせん）は、福島県田村市を通る一般県道である。

## 路線概要
- 起点：福島県田村市滝根町菅谷字堂田
- 終点：福島県田村市都路町古道
- 総延長：28.643Km
  - 実延長：23.957km[1]
- 路線認定年月日：1990年7月3日[2]

滝根町中心部とあぶくま洞、さらには入水鍾乳洞や星の村天文台などの観光地へのアクセス道路として機能している。

## 道路施設
宮の前橋
- 全長：14.8m
- 幅員：4m
- 竣工：1977年[3]

田村市大越町早稲川字広畑にて一級水系阿武隈川水系大滝根川を渡る。橋上はセンターラインや車道外側線は無く幅員は狭隘である。
早稲川橋
- 全長：19.3m
- 幅員：7m
- 竣工：1983年[4]

田村市大越町早稲川字関沢にて一級水系阿武隈川水系大滝根川を渡る。橋上はセンターラインや車道外側線は無い。
下河原橋
- 全長：17.8m
- 幅員：11m
- 竣工：1996年[5]

田村市大越町早稲川字下河原にて一級水系阿武隈川水系大滝根川を渡る。橋上は上下対向2車線で供用され、下り線側に歩道が設置されている。

## 通過する自治体
- 福島県
  - 田村市

## 重複路線
- 福島県道112号富岡大越線（田村市大越町早稲川 - 田村市常葉町堀田）
- 福島県道302号柳渡戸常葉線（田村市常葉町堀田）

## 接続・交差する道路
- 福島県道19号船引大越小野線（滝根町菅谷字堂田 起点）
- 福島県道112号富岡大越線 大越方面（大越町早稲川字日向畑）
- 福島県道302号柳渡戸常葉線・福島県道112号富岡大越線 富岡方面（常葉町堀田字柳渡戸）
- 福島県道302号柳渡戸常葉線 常葉町中心部方面（常葉町堀田字大平）
- 国道399号（都路町古道字本町 終点）

## 沿線
- JR磐越東線 菅谷駅
- あぶくま洞
- 入水鍾乳洞
- 星の村天文台